# Edward Wania
Edward Maksymilian Wania (ur. 13 października 1897 w Ottyni, zm. 9–11 kwietnia 1940 w Katyniu) – podpułkownik kawalerii Wojska Polskiego, działacz niepodległościowy, kawaler Orderu Virtuti Militari.

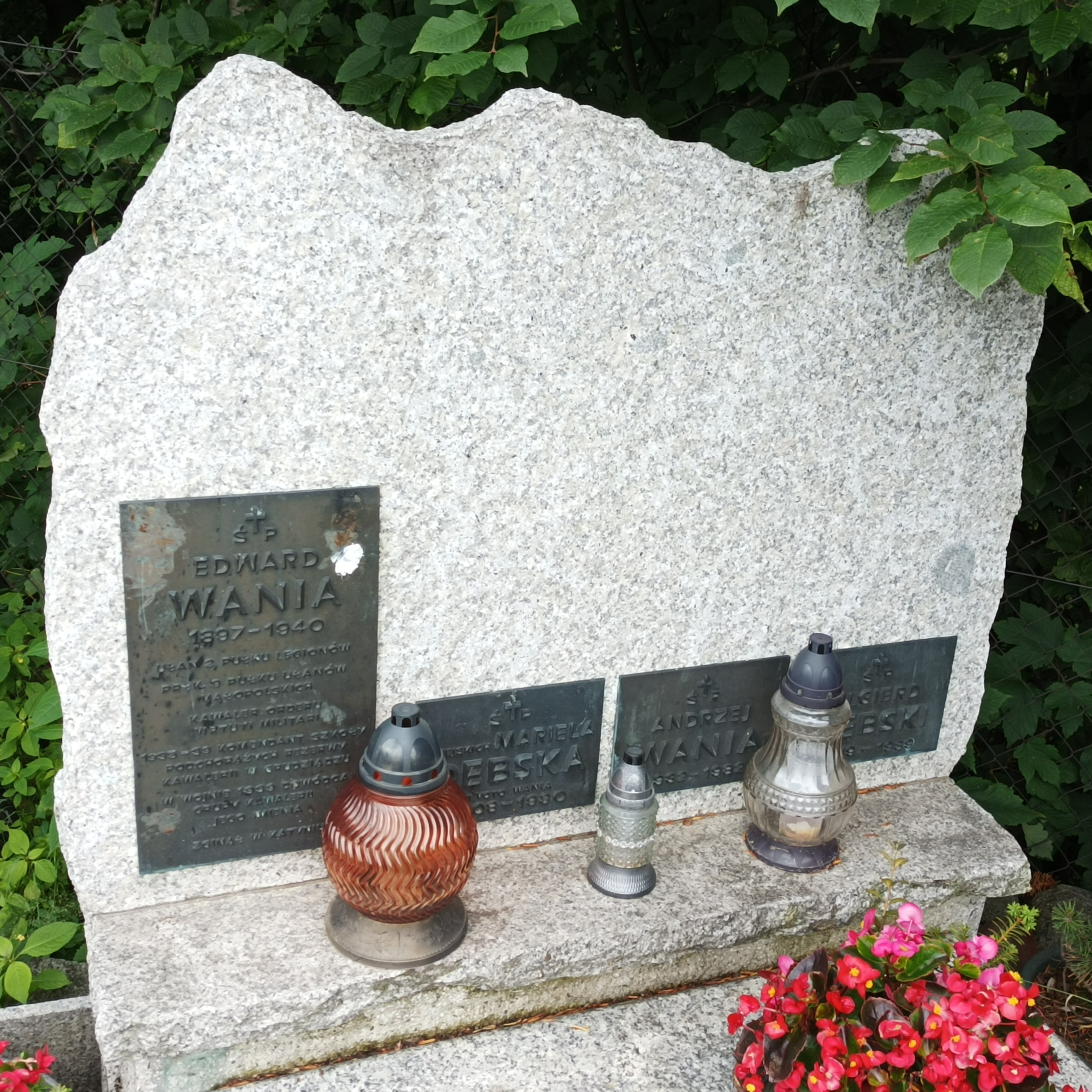
Grób symboliczny Edwarda Wani na Nowym Cmentarzu w Zakopanem (kw. P3)

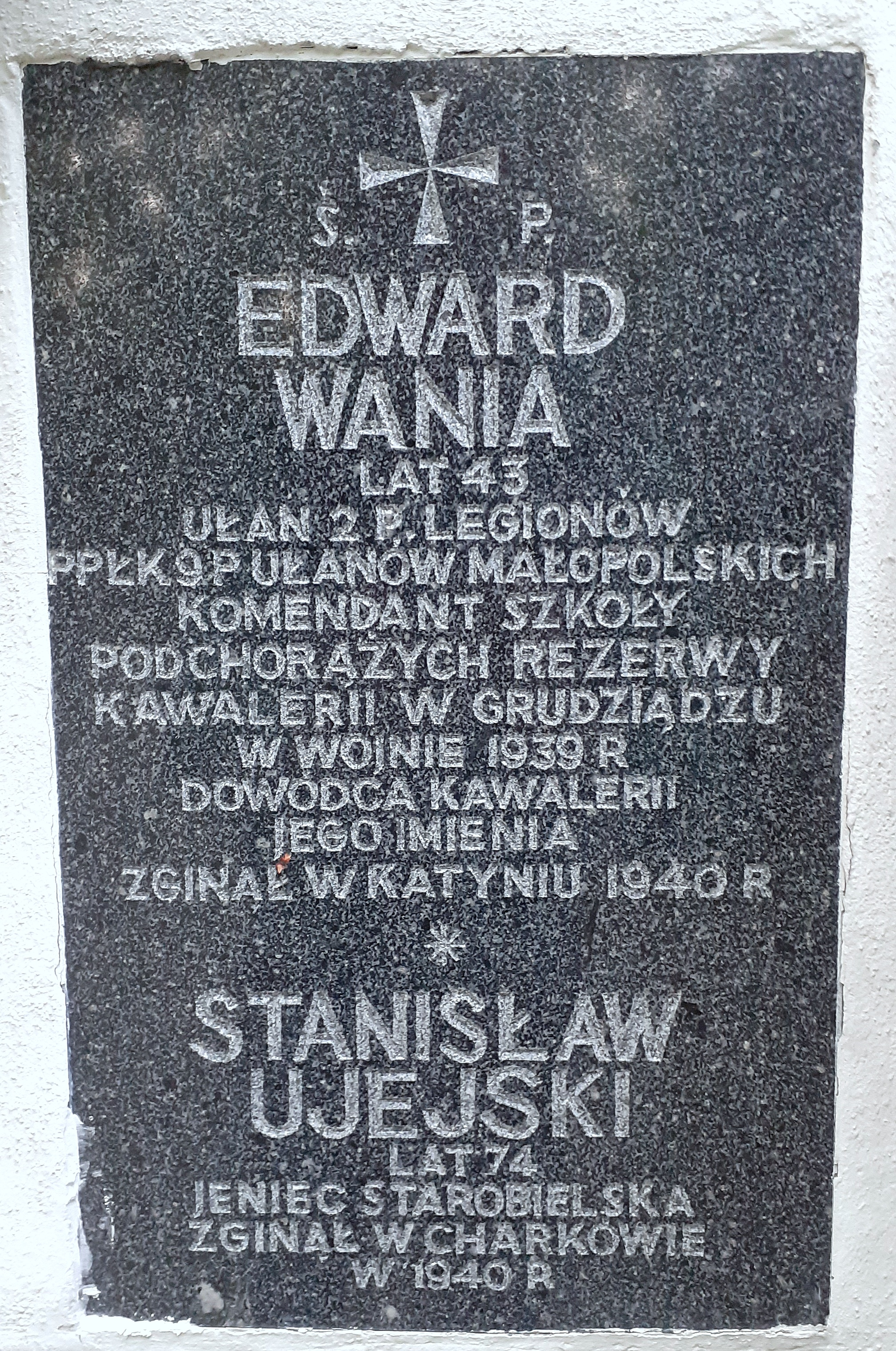
Tabliczka upamiętniająca na ścianie kościoła św. Karola Boromeusza w Warszawie

## Życiorys
Syn Jana i Reginy z domu Stachura, urodzony 13 października 1897 w Ottyni, w ówczesnym powiecie tłumackim Królestwa Galicji i Lodomerii. Absolwent szkoły powszechnej, gimnazjum i seminarium nauczycielskiego w Krakowie. Należał do Związku Strzeleckiego. Od 16 sierpnia 1914 w Legionach Polskich. Przydzielony do 3 pułku piechoty w składzie II Brygady. Od 1 maja 1915 do 18 lutego 1918 służył w 2 pułku ułanów, z którym odbył kampanię karpacką, w Królestwie Polskim i na Wołyniu. Członek POW. 

Po odzyskaniu przez Polskę niepodległości został przyjęty do Wojska Polskiego, skierowany do 9 pułku ułanów. W stopniu porucznika brał udział w wojnie polsko-bolszewickiej 1920 w szeregach 9 pułku Ułanów Małopolskich i 3 pułku szwoleżerów. Odznaczono go Krzyżem Srebrnym Orderu Virtuti Militari. W uzasadnieniu nadania orderu wojskowego Virtuti Militari V kl. napisano:

Dnia 31 sierpnia 1920 r. w bitwie pod Wolicą Śniatycką por. Wania na czele szwadronu prowadził szarżę. Otoczony przez nieprzyjaciela przebił się do cofającego się szwadronu, zebrał go pod ogniem kaemów i artylerii i ponownie poprowadził do szarży, zmuszając nieprzyjaciela do cofnięcia się. Mimo ciężkiej kontuzji od pocisku armatniego, po odzyskaniu przytomności, mimo wyraźnego rozkazu dowódcy pułku odejścia na spoczynek do taboru, wsiadł na koń i w wieczornej szarży w tej miejscowości, ponownie zapędził się na nieprzyjaciela z por. Taraszewiczem i wachm. Zarębą. Dał świetny przykład swoim żołnierzom, walcząc aż do otrzymania ciężkiej rany i zabicia konia.

W 1923 był zweryfikowany w stopniu porucznika kawalerii ze starszeństwem z dniem 1 czerwca 1919, a następnie został awansowany na stopień rotmistrza kawalerii ze starszeństwem z 1 lipca 1923. W latach 20. pozostawał oficerem 9 pułku ułanów, stacjonującym w Trembowli. Z dniem 28 lutego 1925 został przeniesiony do Korpusu Ochrony Pogranicza na stanowisko dowódcy 13 Szwadronu Kawalerii. 2 kwietnia 1929 roku został mianowany majorem ze starszeństwem z dniem 1 stycznia 1929 roku i 23. lokatą w korpusie oficerów kawalerii. 31 marca 1930 został przesunięty ze stanowiska dowódcy szwadronu liniowego na stanowisko dowódcy szwadronu zapasowego 9 pułku ułanów w Stanisławowie. 11 kwietnia 1933 ogłoszono jego przeniesienie do 3 pułku szwoleżerów na stanowisko kwatermistrza. Skończył kurs kwatermistrzowski przy Wyższej Szkole Wojennej i odbył praktykę w 4 dywizjonie artylerii konnej. W 1935 zamieszkał w Grudziądzu i został tam komendantem Szkoły Podchorążych Rezerwy Kawalerii. Na podpułkownika został awansowany ze starszeństwem z 1 stycznia 1936 i 5. lokatą w korpusie oficerów kawalerii. W lutym 1936 został przeniesiony do 9 pułku ułanów na stanowisko zastępcy dowódcy pułku. Od 1937 ponownie komendant Szkoły Podchorążych Rezerwy Kawalerii.
Po wybuchu II wojny światowej 1939, w okresie kampanii wrześniowej 10 września 1939 został mianowany dowódcą grupy swojego imienia w składzie Grupy Operacyjnej gen. Jana Kruszewskiego. Po agresji ZSRR na Polskę z 17 września 1939, został aresztowany przez Sowietów 28 września we wsi Borowiec. Początkowo od 22 do 28 października 1939 przetrzymywano go w obozie w Putywlu, a następnie od listopada 1939 przebywał w obozie jenieckim w Kozielsku. O jego pobycie tam wspomniał w swojej relacji inny jeniec, absolwent grudziądzkiej szkoły podchorążych Zdzisław Peszkowski, wskazując, że podpułkownik Wania nosił Order Virtuti Militari, oznajmiając także nadzorującym jeńców funkcjonariuszom NKWD, iż odznaczenie otrzymał za wojną polsko-bolszewicką z 1920. Między 7 a 9 kwietnia 1940 został przekazany do dyspozycji naczelnika Zarządu NKWD Obwodu Smoleńskiego – lista wywózkowa 015/2 z 5 kwietnia 1940. Między 9 a 11 kwietnia 1940 został zamordowany w Katyniu przez funkcjonariuszy Obwodowego Zarządu NKWD w Smoleńsku oraz pracowników NKWD przybyłych z Moskwy na mocy decyzji Biura Politycznego KC WKP(b) z 5 marca 1940. Ofiary tej zbrodni grzebano w bezimiennych mogiłach zbiorowych, gdzie od 28 lipca 2000 mieści się oficjalnie Polski Cmentarz Wojenny w Katyniu. W miejscu tym prowadzone były ekshumacje i prace archeologiczne. W 1943 jego ciało zostało zidentyfikowane w toku ekshumacji nadzorowanych przez Niemców pod numerem 4030 – raport dzienny z 5 czerwca 1943. Przy jego szczątkach znaleziono karty wizytowe. Figuruje na liście Komisji Technicznej PCK pod numerem 04030. 
Jego żoną była Maria, z domu Ujejska (1908–1990), z którą miał syna Andrzeja.

## Ordery i odznaczenia
- Krzyż Srebrny Orderu Wojskowego Virtuti Militari nr 3687[2] (1921)[31][32]
- Krzyż Niepodległości (6 czerwca 1931)[33][34]
- Krzyż Walecznych (dwukrotnie)[35]
- Srebrny Krzyż Zasługi (29 października 1926)[36][37]
- Medal Pamiątkowy za Wojnę 1918–1921[35]
- Medal Dziesięciolecia Odzyskanej Niepodległości[35]
- Odznaka za Rany i Kontuzje (z dwiema gwiazdkami)[38]

## Upamiętnienie
5 października 2007 minister obrony narodowej Aleksander Szczygło mianował go pośmiertnie na stopień pułkownika. Awans został ogłoszony 9 listopada 2007 w Warszawie, w trakcie uroczystości „Katyń Pamiętamy – Uczcijmy Pamięć Bohaterów”.
W ramach akcji „Katyń... pamiętamy” / „Katyń... Ocalić od zapomnienia” Edward Wania został uhonorowany poprzez zasadzenie Dębu Pamięci przy Zespole Szkół Ponadgimnazjalnych nr 5 w Łopusznie.